# Ville Kähkönen
Ville Kähkönen (né le 23 juin 1984 à Rovaniemi) est spécialiste finlandais du combiné nordique actif au haut niveau de 2001 à 2011. Il a gagné une épreuve collective en Coupe du monde en Italie en 2007 ainsi qu'une épreuve individuelle de la Coupe du monde B en 2006.

## Palmarès

### Championnats du monde
| Épreuve / Édition | Sapporo 2007 |
| Sprint            |              |
| Gundersen         | 14e          |
| Par équipe        |              |

### Coupe du monde
- Son meilleur classement général est une 37e en 2007.
- Le 14 janvier 2007, il a remporté avec Jaakko Tallus, Anssi Koivuranta et Hannu Manninen l'épreuve par équipe de Lago di Tesero.
- Il a obtient son meilleur résultat individuel, 12e la veille au même endroit.

### Coupe du monde B
- Meilleur classement général : 8e en 2006.
- 1 victoire à Klingenthal en mars 2006.

### Championnat de Finlande
- Il a terminé 3e de l'épreuve par équipes du championnat de Finlande de combiné nordique en 2011 avec Joakim Lehto[1].